# زمین‌لرزه ۱۹۴۳ مکزیک
زمین‌لرزه مکزیک  در تاریخ ۲۲ فوریه ۱۹۴۳ میلادی، برابر با ‎۳ اسفند ۱۳۲۱، ساعت ۹:۲۰:۴۵ به زمان یوتی‌سی در مکزیک رخ داد. بزرگی آن ۷٫۴ در مقیاس Mw اعلام شده‌است. زمین‌لرزه به وقت محلی در روز دوشنبه، ساعت ۳ روی داده و منطقه زمانی آن یوتی‌سی -۶ بوده‌است (با لحاظ تغییر ساعت تابستانی).
سازمان زمین‌شناسی آمریکا نیز جای این زمین‌لرزه را در مختصات ۱۶°۴۲′شمالی ۱۰۱°۳۰′غربی / ۱۶٫۷°شمالی ۱۰۱٫۵°غربی و بزرگی آنرا برابر با ۷٫۵ در مقیاس ریشتر اعلام کرده‌است. ژرفای گزارش شده از سوی این سازمان ۶۰ کیلومتر می‌باشد.
شمار کشتگان زلزله حدود ۱۱ نفر بوده‌است.